# Fußball-Weltmeisterschaft 1938/Polen
Dieser Artikel behandelt die polnische Fußballnationalmannschaft bei der Fußball-Weltmeisterschaft 1938.

## Qualifikation
| Polen       | - | Jugoslawien | 4:0 | Piontek 3' 20', Wostal 59', Willimowski 78' |
| Jugoslawien | - | Polen       | 1:0 | Marjanović 61'                              |

## Aufgebot
| Nummer / Name | Nummer / Name         | Damaliger Verein     | Geburtstag | Länderspiele |
| Torhüter      | Torhüter              | Torhüter             | Torhüter   | Torhüter     |
| ------------- | --------------------- | -------------------- | ---------- | ------------ |
|               | Walter Brom           | Ruch Chorzów         | 14.02.1921 |              |
|               | Edward Madejski       | Wisła Krakau         | 11.08.1914 |              |
| Abwehr        |                       |                      |            |              |
|               | Antoni Gałecki        | ŁKS Łódź             | 04.06.1906 |              |
|               | Edmund Giemsa         | Ruch Chorzów         | 16.10.1912 |              |
|               | Władysław Szczepaniak | Polonia Warschau     | 19.05.1910 |              |
|               | Edmund Twórz          | Warta Posen          | 12.02.1914 |              |
| Mittelfeld    |                       |                      |            |              |
|               | Ewald Dytko           | Dąb Kattowitz        | 18.10.1914 |              |
|               | Wilhelm Góra          | KS Cracovia          | 18.01.1916 |              |
|               | Kazimierz Lis         | Warta Posen          | 09.04.1910 |              |
|               | Erwin Nyc             | Polonia Warschau     | 24.05.1914 |              |
|               | Wilhelm Piec          | Naprzód Lipiny       | 07.01.1915 |              |
|               | Jan Wasiewicz         | Pogoń Lwów           | 06.01.1911 |              |
| Angriff       |                       |                      |            |              |
|               | Stanisław Baran       | ŁKS Łódź             | 26.04.1920 |              |
|               | Ewald Cebula          | Śląsk Świętochłowice | 22.03.1917 |              |
|               | Bolesław Habowski     | Wisła Krakau         | 13.09.1914 |              |
|               | Józef Korbas          | KS Cracovia          | 11.11.1914 |              |
|               | Antoni Łyko           | Wisła Krakau         | 27.05.1907 |              |
|               | Ryszard Piec          | Naprzód Lipiny       | 17.08.1913 |              |
|               | Leonard Piątek        | Ruch Chorzów         | 03.10.1913 |              |
|               | Fryderyk Scherfke     | Warta Posen          | 07.09.1909 |              |
|               | Ernst Willimowski     | Ruch Chorzów         | 23.06.1916 |              |
|               | Gerard Wodarz         | Ruch Chorzów         | 10.08.1913 |              |
| Trainer       |                       |                      |            |              |
|               | Józef Kałuża          |                      | 11.02.1896 |              |

## Spiele der polnischen Mannschaft

### Achtelfinale
| 16.000 | Stade de la Meinau (Straßburg) | Brasilien | Polen | Eklind (Schweden) | 6:5 n. V. (4:4, 3:1) | 1:0 Leônidas (18.) 1:1 Scherfke (23.) 11m 2:1 Romeu (25.) 3:1 Perácio (44.) 3:2 Willimowski (53.) 3:3 Willimowski (59.) 4:3 Perácio (71.) 4:4 Willimowski (89.) 5:4 Leônidas (93.) 6:4 Leônidas (104.) 6:5 Willimowski (118.) |

Das knappe 6:5 n. V. von Brasilien gegen Polen war wenig erwartet worden. Erst als der vierfache Torschütze Brasiliens, Leônidas, in der Verlängerung seine Schuhe auszog, den Treffer zum 5:4 erzielte und Romeo zum 6:4 bediente, hatten die Brasilianer den Sieg in der Tasche. Das vierte Tor des polnischen Halblinks Willimowski (118.) kam zu spät.